# Fabián Roncero Domínguez
Fabián Roncero Domínguez (Madrid, Espanya 1970) és un atleta espanyol, un dels millors especialistes en les proves de fons.

## Biografia
Va néixer el 19 d'octubre de 1970 a la ciutat de Madrid.

## Trajectòria esportiva
Ha arribat a ser recordista nacional de marató i de 10.000 metres i rècord d'Europa de mitja marató, si bé, perseguit per la mala fortuna en l'alta competició, mai ha arribat a aconseguir grans victòries com altres esportistes de la talla de Martín Fiz o Abel Antón així com pel domini africà en les grans competicions mundials.
En la seva segona participació en una marató, la marató realitzada a Capri el 1996, aconseguí un temps de 2:09:43, el qual el col·locà entre els millors del món. El seu major moment de glòria amb la selecció espanyola fou la victòria per equips en el Campionat del Món d'Atletisme 1997 en marató i la medalla de bronze del Campionat d'Europa de Cross l'any 2002, en la qual va perdre una sabatilla al principi de la competició, cosa que li va impedir poder optar a l'or; tot i això aconseguí la victòria per equips en aquesta mateixa competició.
El setembre de 1997 fou guardonat amb el Premi Príncep d'Astúries dels Esports com a integrant de l'Equip espanyol de Marató.

### Millors marques
- 3.000 m - 7:41.48 Barcelona (2000)
- 5.000 m - 13:22.46 Sant Sebastià (2001)
- 10.000 m - 27:14.44 Lisboa (1998)
- Mitja marató - 59:52 Berlín (2001)
- Marató - 2:07:23 Rotterdam (1999)